# Kanayan Tour 2011～Summer～
《Kanayan Tour 2011～Summer～》為日本歌手西野加奈於2011年在日本舉行的巡迴演唱會。

## 解說
- 演唱會內容主要以第三張錄音室專輯《Thank you, Love》為主。
- 2011年7月由埼玉縣開始演出到同年9月的日本武道館追加公演閉幕。共16會場17公演合計5萬人的動員人次[1][2]。同年12月7日發行西野首張LIVE作品《Kanayan Tour 2011〜Summer〜》。

## 背景
巡迴演唱會情報於2011年2月5日在SME Records的西野加奈官方網站上公佈。為西野首次的HALL TOUR。
原定於2011年8月17日在福島県文化センター舉辦的福島縣公演因東日本大地震的影響而變更地點。

## 日程
| 日期          | 地點             | 會場                        |
| ------------- | ---------------- | --------------------------- |
| 2011年7月29日 | 埼玉縣戶田市     | 戸田市文化会館              |
| 2011年8月3日  | 東京都澀谷區     | NHK會館                     |
| 2011年8月8日  | 熊本縣熊本市     | 崇城大学市民ホール          |
| 2011年8月9日  | 廣島縣廣島市     | 広島ALSOK                   |
| 2011年8月11日 | 福岡県福岡市     | 福岡サンパレス              |
| 2011年8月12日 | 岡山縣倉敷市     | 倉敷市民会館                |
| 2011年8月14日 | 福島縣會津若松市 | 會津風雅堂                  |
| 2011年8月16日 | 宮城縣仙台市     | 仙台サンプラザホール        |
| 2011年8月19日 | 新潟縣新潟市     | 新潟県民会館                |
| 2011年8月21日 | 大阪府大阪市     | 大阪府立国際会議場          |
| 2011年8月23日 | 兵庫縣神戸市     | 神戸国際会館 こくさいホール |
| 2011年8月24日 | 香川縣高松市     | アルファあなぶきホール      |
| 2011年8月26日 | 三重縣津市       | 三重文化会館                |
| 2011年8月27日 | 愛知縣名古屋市   | 名古屋センチュリーホール    |
| 2011年8月31日 | 北海道札幌市     | ニトリ文化ホール            |
| 2011年9月8日  | 東京都千代田區   | 日本武道館                  |
| 追加公演      |                  |                             |
| 2011年9月9日  | 東京都千代田區   | 日本武道館                  |

- 資料來源:[6]

## 影音作品《Kanayan Tour 2011～Summer～》
《Kanayan Tour 2011～Summer～》為其同名巡迴演唱會的影音作品，於2011年12月7日發行，為西野加奈首張影音作品。

### 解說
- 本作為西野加奈首張影音作品。
- DVD初回限定盤收錄演唱會的照片集錦Photo Book[7]。

### 發行版本
- 藍光（一片裝）
- DVD（兩片裝）【初回限定生產槃】
- DVD（兩片裝）

### 曲目
- 藍光與DVD版內容相同，DVD第二片內容收錄在藍光第一片中。

#### DISC1
1. Opening
2. Distance
3. Clap Clap!!
4. Best Friend
5. 好想見你 好想見你
6. Flower
7. GIRLS GIRLS
8. ONLY ONE
9. candy
10. Every Boy Every Girl
11. 忽然好想見你
12. 你喲
13. if
14. Alright
15. Esperanza
16. Come On Yes Yes Oh Yeah!!
17. 就算…
18. Sherie
19. Together

#### DISC2
1. Kanayan Tour 2011〜Summer〜 Documentary